# Soweto Kinch

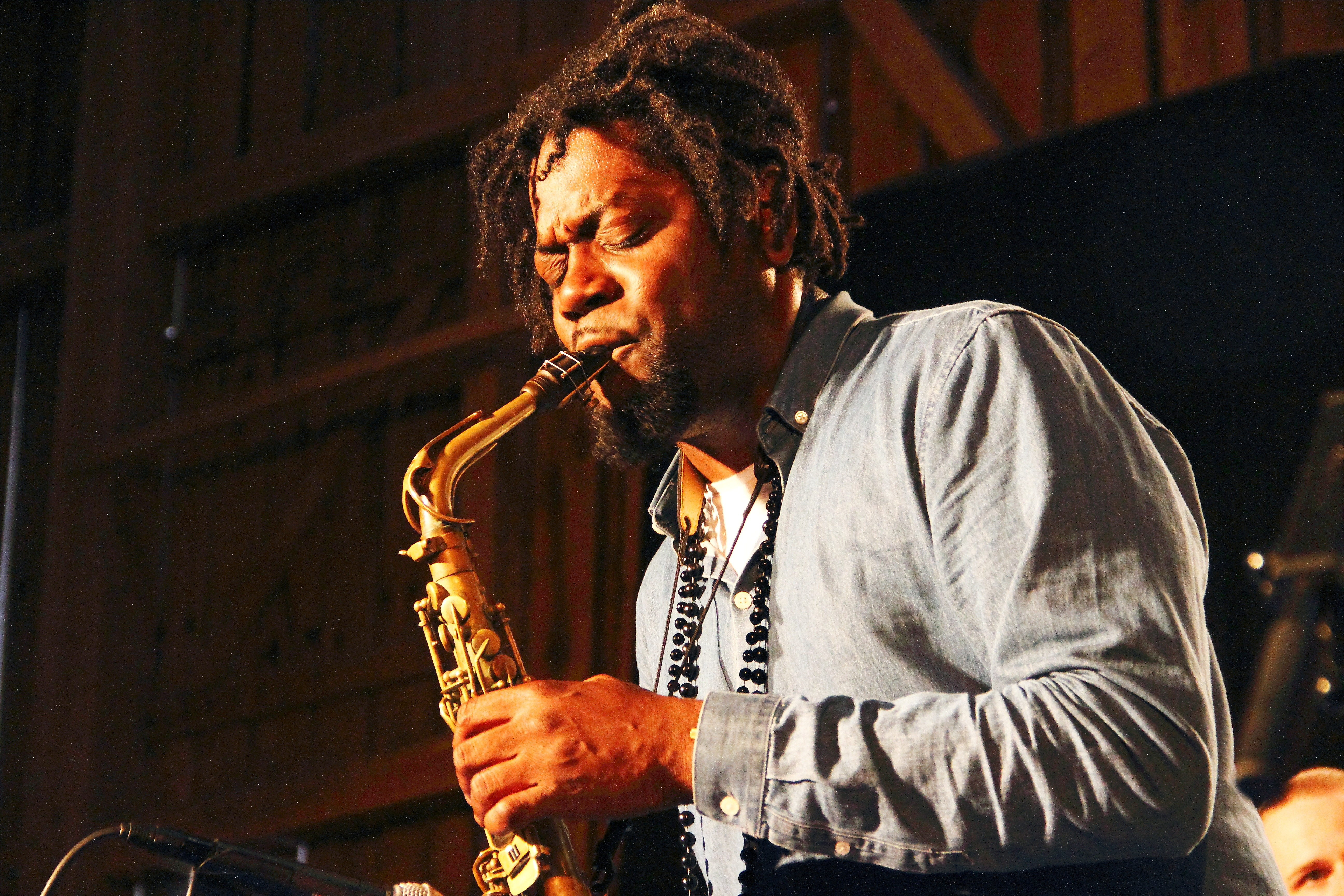
Soweto Kinch mit seinem Trio auf dem INNtöne Jazzfestival 2018

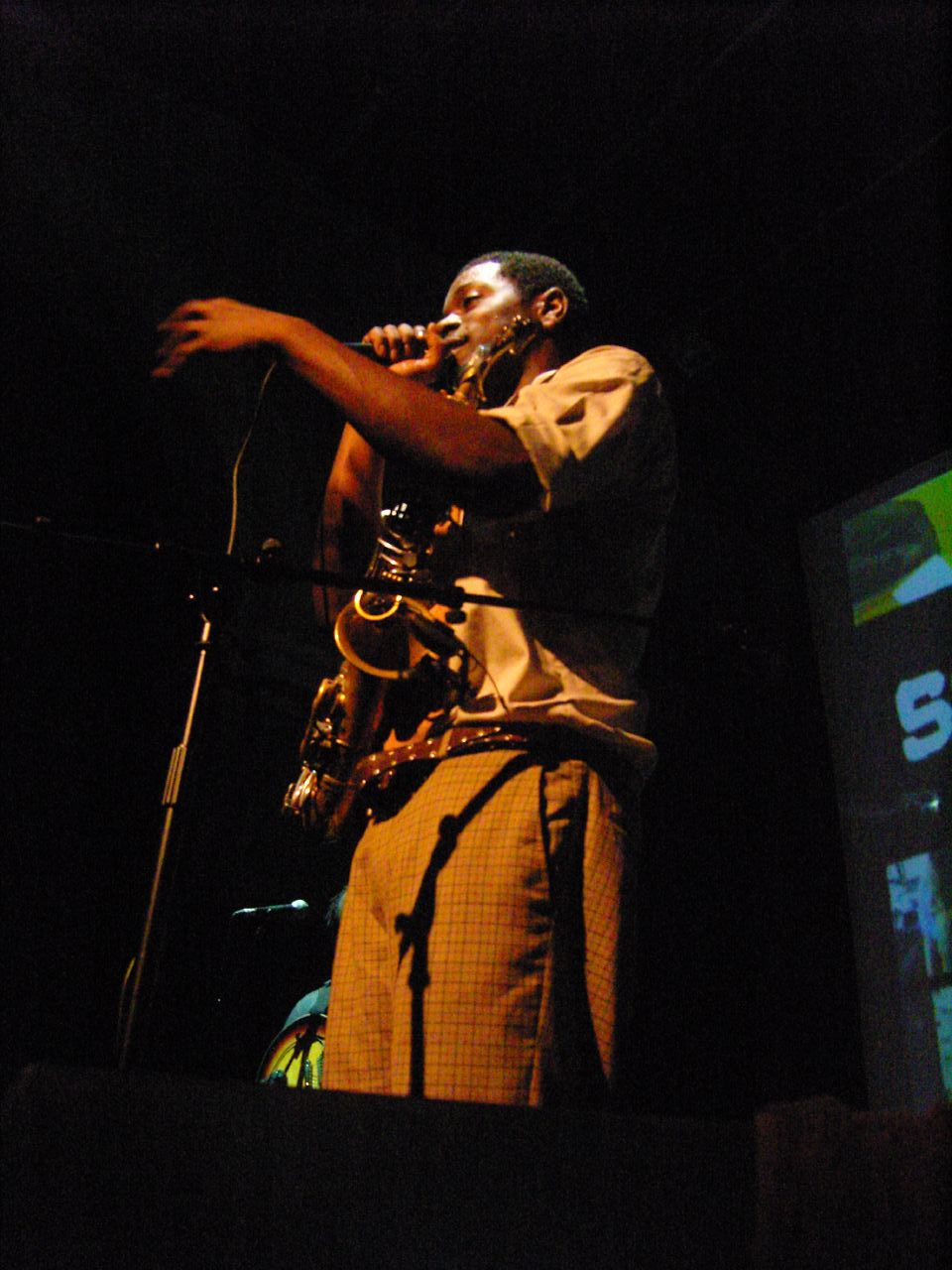
Soweto Kinch (2007)

Soweto Kinch (* 10. Juli 1978 in London) ist ein britischer Jazzmusiker (Alt- und Tenorsaxophon, Rap).

## Leben und Wirken
Kinch, der aus einer Theaterfamilie stammt, begann mit neun Jahren Saxophon zu spielen, nachdem er schon zuvor auf der Grundschule Klarinette lernte. Nachdem er als Jugendlicher Wynton Marsalis begegnete, beschäftigte er sich mit Jazz, zunächst als Pianist und später auf dem Altsaxophon. Er studierte zunächst Geschichte an der University of Oxford im Jahr 1999, entschied sich dann aber für eine Jazzausbildung, nachdem er einen Platz bei den  Tomorrow's Warriors angeboten bekam. Er wurde durch Gary Crosby, Courtney Pine und Denys Baptiste gefördert. Er nahm 2001 mit Crosbys Jazz Jamaica All Stars auf und gründete im selben Jahr sein eigenes Trio mit dem Bassisten Michael Olatuja und dem Schlagzeuger Troy Miller, die Courtney Pine begleitete und in der  Royal Festival Hall und dem Cheltenham International Jazz Festival auftrat. 2003 erschien sein Debütalbum. Zu hören ist er u. a. auch auf Samuel Blasers Album Routes (2023).

## Preise und Auszeichnungen
Kinch wurde 2002 nicht nur als Rising Star bei den Jazz Awards der BBC ausgezeichnet, sondern ging auch als Gewinner aus der International Sax Competition  beim Montreux Jazz Festival hervor und erhielt den White Saxophone Prize. 2003 and 2007 gewann er den Mobo-Award als bester Jazz Act. 2004 erhielt er gleich zwei BBC Radio Jazz Awards als bester Instrumentalist und für die beste Band; erhielt auch den Peter Whittingham Award für Jazz-Innovation. Bei den British Jazz Awards 2017 wurde er als bester Altsaxophonist ausgezeichnet.

## Diskographische Hinweise
- Conversations with the Unseen (2003) (Dune Records)
- A Life In The Day Of B19 - Tales Of The Tower Block (2006) (Dune Records)
- War In A Rack (2009) (Soweto Kinch Recordings)
- The New Emancipation (2010) (Soweto Kinch Recordings)
- The Legend Of Mike Smith (2013) (Soweto Kinch Recordings)
- Nonagram (2016) (Soweto Kinch Recordings)
- The Black Peril (2019) (Soweto Kinch Recordings)
- Emma-Jean Thackray: UM음 YANG양 (2020)

## Lexigraphischer Eintrag
- Wolf Kampmann (Hrsg.), unter Mitarbeit von Ekkehard Jost: Reclams Jazzlexikon. Reclam, Stuttgart 2003, ISBN 3-15-010528-5.